# دهستان توت‌نده
توت‌نده، دهستانی است از توابع بخش مرکزی شهرستان دنا در استان کهگیلویه و بویراحمد ایران.

## جمعیت
براساس سرشماری سال ۱۳۸۵ جمعیت آن ۵٬۲۵۱ نفر (۱٬۱۴۳ خانوار) بوده‌است.
روستاهای توت‌نده یکی از بزرگترین روستاهای دهستان توتنده است. این روستا را با درگیری تاریخی سال۱۳۴۲آن می‌شناسند در این درگیری پاسگاه توت‌نده توسط خوانین به خاک و خون کشیده شد.